# Supercúmul Gall Dindi-Indi
El Supercúmul de Gall dindi-Indi és un supercúmul veí al Supercúmul de la Verge o supercúmul Local. El seu nom prové de la seva ubicació, en les constel·lacions de Gall dindi i Indi.
El supercúmulode Gall dindi-Indi conté sis cúmuls de galàxies principals: Abell 3656, Abell 3698, Abell 3742, Abell 3747, Abell 3627 (Cúmul d'Escaire) i Abell 4038. Posseeix, a més, cúmuls de galàxies similars al cúmul de Forn, el Cúmul de Gall dindi i el cúmul de Telescopi.
A la regió del supercúmul Gall dindi-Indi existeixen centenars de milers de galàxies que estan en moviment igual que el propi supercúmul, la qual cosa podria indicar que són influenciades per una distant força atractora, anomenada Gran Atractor.
S'estén en una velocitat de l'espai de 2000 a 3000 km/s cap a l'hemisferi sud galàctic, en la proximitat del plànol format pel supercúmul Local i el supercúmul Coma-A1367, a una distància similar del plànol galàctic que el supercúmul Hidra-Centaure, però a uns 50 graus en el costat oposat. S'hi troba en el plànol supergalàctic com la majoria de les estructures més grans situades a menys de 50 h-1 Mpc del Sistema Solar.
Forma pràcticament una única estructura bisectada per la zona d'evitació amb el supercúmul de Telescopi —per aquest motiu freqüentment aparegui en la literatura com Supercúmul Gall dindi-Indi-Telescopi, Regió Gall dindi-Indi-Telescopiu o PIT. És una regió superdensa i pràcticament contínua al llarg del plànol galàctic (1≈330°), tant que sembla que l'associació és física.